# Davidovac (Svrljig)
Pour les articles homonymes, voir Davidovac.
Davidovac (en serbe cyrillique : Давидовац) est un village de Serbie situé dans la municipalité de Svrljig, district de Nišava. Au recensement de 2011, il comptait 131 habitants.

## Démographie
| 1948 | 1953 | 1961 | 1971 | 1981 | 1991 | 2002 | 2011 |
| ---- | ---- | ---- | ---- | ---- | ---- | ---- | ---- |
| 836  | 881  | 762  | 619  | 519  | 311  | 199  | 131  |

|  |